# نادي فيرارا لكرة السلة
نادي فيرارا لكرة السلة (بالإيطالية: Basket Club Ferrara)‏ هو فريق كرة سلة إيطالي تأسس في سنة 1999 يقع في فيرارا، إميليا-رومانيا، إيطاليا. لعب في ليغا باسكيت الدرجة الأولى.